# Котраг
Котраг (болг. Котраг, тат. Котраг,  Көдрә хан, чув. Кăтрак,  Кăтра хан, Кӑтра Паттӑр) (жил в VII веке) — предводитель одной из булгарских племенных групп Великой Болгарии — кочевого народа кутригуров. Под руководством Котрага кутригуры в VII веке переселились из разгромленной хазарами Великой Болгарии в Среднее Поволжье, где впоследствии было создано государство Волжская Булгария.

## Биография
Котраг — второй сын правителя Великой Болгарии — хана Кубрата.
После смерти хана Кубрата (умер приблизительно в 650-х — начале 660-х годов) его сыновья (Аспарух, Батбаян и другие) не смогли сохранить единство болгар: начался распад Великой Болгарии. Сначала Великая Болгария распалась на два союза племён во главе с Батбаяном и Аспарухом. Первому досталась восточная часть Великой Болгарии (земли по нижнему течению Дона), второму — запад.
Поражение в войне с хазарами (650—660) и разорительные походы арабов ускорили переселение отдельных болгарских племенных групп на Дунай, Дон, Волгу и другие земли.
Под давлением хазар в 660-х годах болгары Аспаруха ушли на Дунай и создали государство Дунайская Болгария. Орда хана Батбаяна осталась в Приазовье и признала хазарскую власть. Подавляющее большинство побеждённых болгар («чёрные болгары») остались в Приазовье и Прикубанье и подчинились хазарам, выплачивая им дань. Хазария становится гегемоном каспийско-причерноморского региона.
Одна из орд, состоявшая преимущественно из кутригурских племён, под началом Котрага двинулась с территории Великой Булгарии на север и обосновалась (VII—VIII века) в районе Средней Волги и Камы, рассеявшись среди преимущественно финно-угорских племён, где впоследствии образовалось государство Волжская Булгария.
Согласно Феофану Исповеднику, Котраг со своим племенем переселился с территории Великой Болгарии:
второй сын, брат его по имени Котраг, перешедший за Танаис, поселился насупротив старшего брата.

## Память

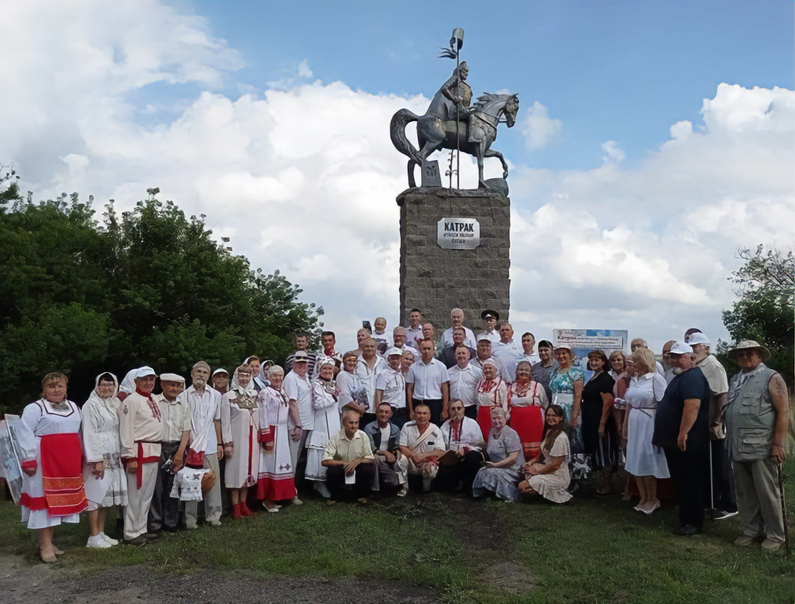
Памятник «Котраг на коне» (Чувашская Республика)

30 июля 2022 на территории Шемуршинского района Чувашской Республики (вблизи границы с Дрожжановским районом Татарстана) установлен памятник основателю Волжской Булгарии — Котрагу.

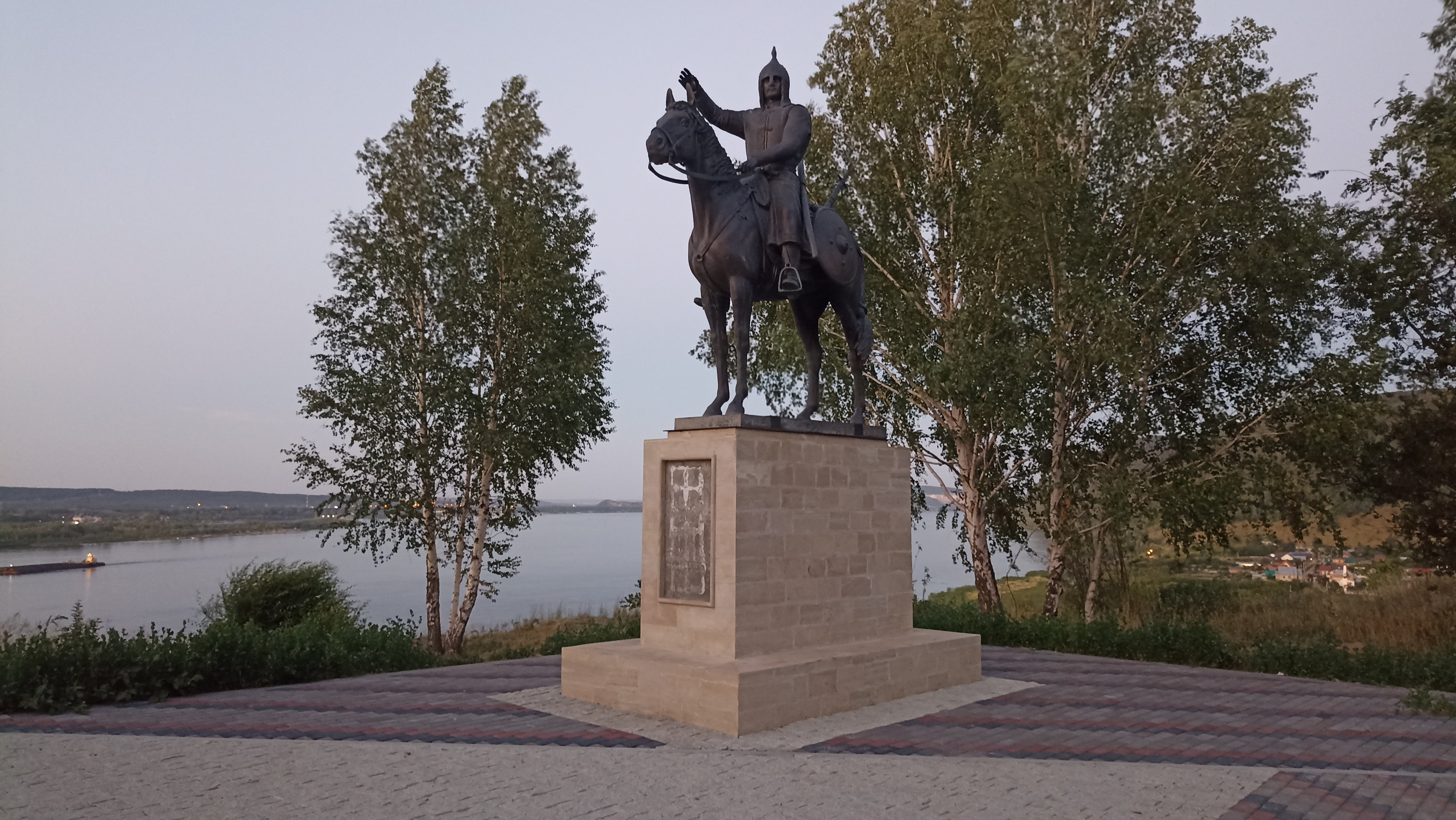
Памятник хану Котрагу в селе Ширяево (г. о. Жигулёвск Самарской области)

16 января 2023 на территории села Ширяево в Самарской области установлен памятник основателю Волжской Булгарии — Котрагу.